# Гильом IV (граф Форкалькье)
Гильом IV (фр. Guillaume IV de Forcalquier) — граф Форкалькье в 1144/1149 — 1209 гг.

## Биография
Он стал преемником своего отца, Бертрана I, вместе со своим братом, Бертраном II. Они оба упомянуты в пожертвовании, которое они сделали в 1168 году в Орден Святого Иоанна Иерусалимского. Вместе с братом Гильом IV боролся против Альфонсо II, короля Арагона и Прованса. В 1193 году братья были вынуждены подписать договор Экс-ан-Провансе, по которому предусматривалась свадьба дочери Гильома IV и сына Альфонсо II. После смерти Альфонсо II братья вновь начали борьбу, но были разбиты. Гильом IV умер в 1209 году.

## Семья и дети
Гильом IV женился на Аделаиде де Безье, которая, вероятно, происходила из семьи Транкавель. От этого брака было две дочери:
- Герсенда (ум. до 1193), вышла замуж за Ренье де Сабрана, сеньора Келара и Ансуа.
  - Гарсенда де Сабран (ок. 1180 — ок. 1242), унаследовавшая графство Форкалькье, вышла замуж за Альфонса II Прованского в 1193 году
- Беатриса, унаследовавшая графство Гап, вышла замуж за Гига VI, дофина Вьеннского.